# Xiye Bastida

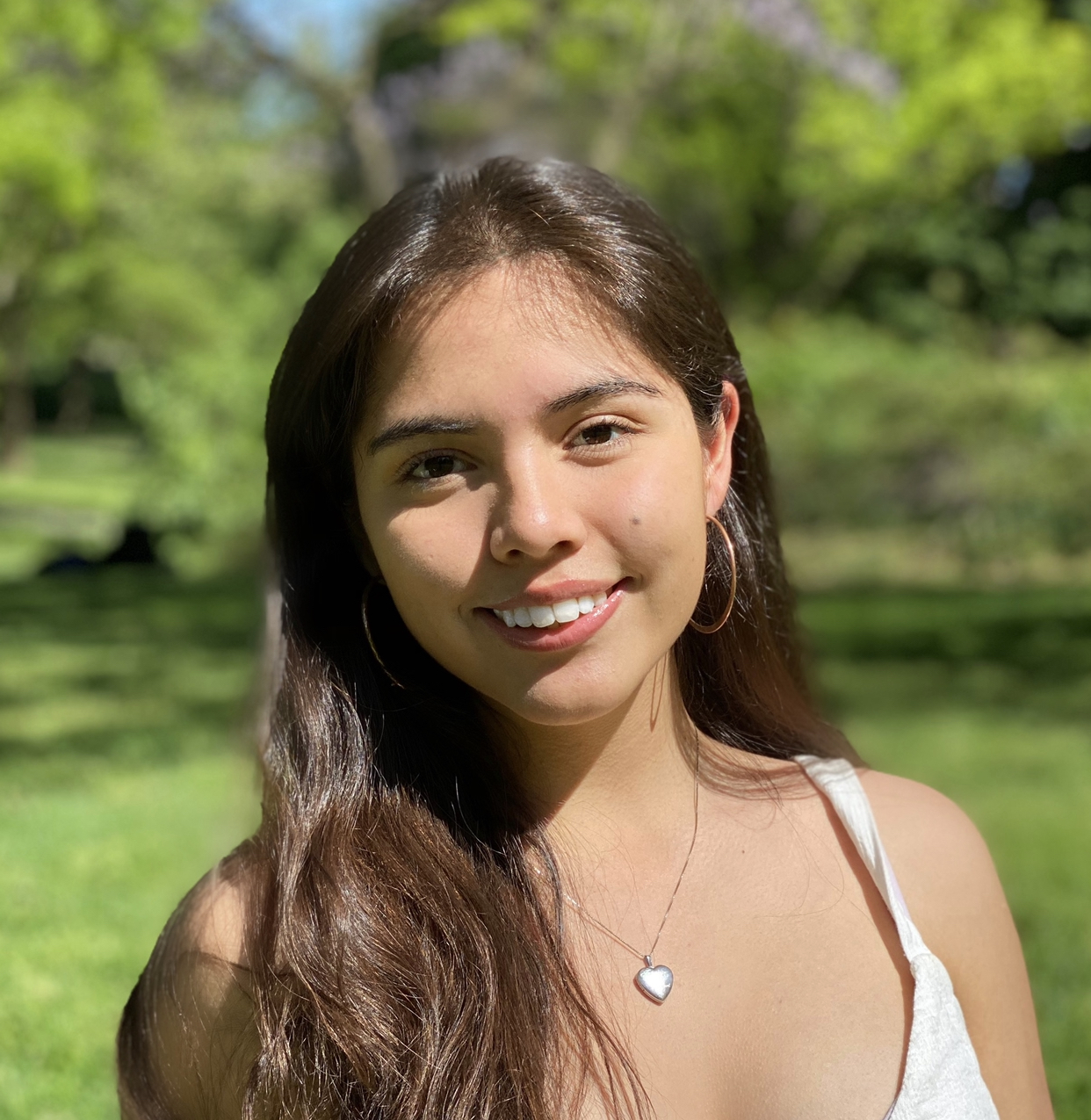
Xiye Bastida, 2020

Xiye Bastida Patrick (* 2002) ist eine mexikanisch-chilenische Klimaaktivistin und Studentin, die in den USA lebt. Sie hat indigen-mexikanische Wurzeln und setzt sich in einem  intersektionalem Ansatz für eine diversere Darstellung der Klimabewegung ein.

## Leben
Xiye Bastida stammt aus der mexikanischen Kleinstadt San Pedro Tultepec nahe Mexiko-Stadt. Sie hat otomí-toltekische Wurzeln. In ihrem Kindheitsort wurde sie Zeugin von durch die Klimaerwärmung verursachte Unwetterereignisse. Später siedelte sie mit ihrer Familie nach New York um, wo sie die Beacon School in Manhattan besuchte. Dort begann sie, inspiriert durch Greta Thunberg, selbst Klimastreiks zu organisieren. Seit 2020 studiert sie an der Pennsylvania State University.

## Wirken
Nach dem Beginn der von ihr initiierten Klimastreiks an der Beacon School entwickelte sie sich daraufhin zu einem der führenden Köpfe von Fridays for Future in den USA. Im September 2019 begleitete sie Greta Thunberg nach deren Atlantiküberquerung zusammen mit Alexandria Villaseñor in das UN-Hauptquartier zur Generalsekretärin María Fernanda Espinosa, die das Trio eingeladen hatte. Beim im März 2021 von der deutschen Bundesregierung veranstalteten  Berlin Energy Transition Dialogue 21 (Berliner Energiewendedialog) trat sie als Keynote-Sprecherin auf. Im April 2021 war sie beim Gipfel Our Planet – Our Future der Nobelstiftung auf dem Panel.
Bastida wehrt sich gegen die von den Medien zugeschriebene Bezeichnung als „die amerikanische Greta Thunberg“, weil dies Gretas eigene Erfahrungen und ihren Kampf herunterwürdige. Zudem sei es erforderlich, dass die Medien den Klimaaktivismus so divers darstellen, wie sie ihn als PoC selbst erlebe. Dies bedeute für die Medien ebenso, auch die Geschichten von marginalisierten Gruppen zu erzählen. Umweltschützer müssten sich immer auch für Racial Justice einsetzen.